# Evangelický kostel (Záhřeb)
Evangelický kostel v Záhřebu (chorv. Evangelička crkva u Zagrebu; něm. Evangelische Kirche in Zagreb) je evangelickým (luterským) kostelem, nacházejícím se v Záhřebu.
Kostel byl vystavěn v novogotickém slohu v letech 1882–1884 podle plánů architekta Hermanna Bollé. Posvěcen byl 30. března 1884.